# Festuca arvernensis
Festuca arvernensis là một loài thực vật có hoa trong họ Hòa thảo. Loài này được Auquier, Kerguélen & Markgr.-Dann. mô tả khoa học đầu tiên năm 1977.

## Hình ảnh

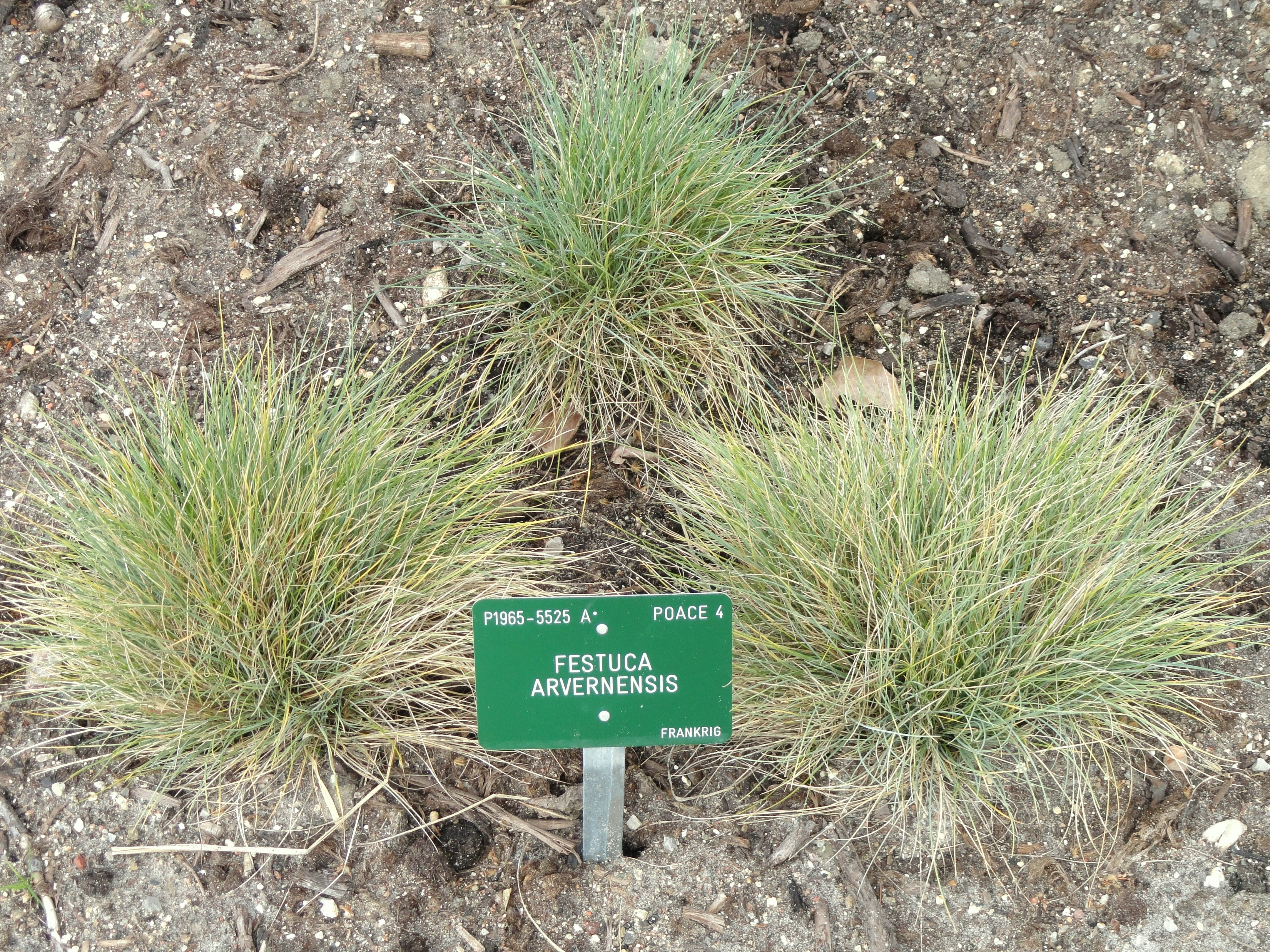